# 교향곡 44번 (하이든)
《교향곡 44번 마단조 Hob.l:44 ‘슬픔’》은 요제프 하이든이 작곡한 교향곡이다.

## 개요
1766년 무렵부터 1773년 무렵까지의 하이든의 창작 시기는 일반적으로 슈투름 운트 드랑(Sturm und Drang; 질풍노도)의 시기라고 불린다. 천재적인 힘이나 감정의 강함을 의식하고 주관적 감정표출을 목표로 한 문학계의 18세기 후반의 슈투름 운트 드랑 운동을 빗대어 지어진 명칭인데, 하이든이 이 문예 운동에서 받은 영향을 증명하는 흔적은 아무것도 없다. 최근의 역사적 연구는 오히려 둘 사이의 영향 관계가 전혀 없었다느 사실을 확실히 하고 있다. 그러나 1766년을 경계로 하이든의 교향곡 양식은 크게 변화해 간다. 1995년 연구 단계에서, 이 시기에 작곡되었다고 확정하거나 추정할 수 있는 40번대를 중심으로 하는 21곡을 에스테르하지 후작가 부악장 시대까지의 39곡과 비교할 때 그 변천은 매우 크다. 1765년까지의 39곡 중에서 단조를 으뜸조로 하는 작품이 ‘39번’ 1곡뿐인데 반해, 이 시기에는 6곡이 단조로 쓰여진 사실을 주목해야 한다. 18세기 후반에는 일반적으로 장조가 애용되었고 단조는 그렇지 못했다. 사실, 현존하는 하이든의 교향곡 107곡 중에서, 단조 작품은 약 10%에 해당하는 11곡에 지나지 않는다. 그 중 6곡이 이 시기에 집중되어 있고, 특히 다른 종류의 작품에서도 하이든이 이 시기에 수많은 단조 작품을 남긴 것은 흥미로운 문제이다. 당시 단조는 특별한 표출영역으로, 정열 또는 슬픔 등 극적인 감정 표출이나 종교적인 엄숙한 등을 표현하는 데 한정적으로 사용되었다고 한다. 또한 이 시기의 교향곡에 대위법적 서법이 적극적으로 도입되었던 것도 현저한 특징이다. 교향곡 창작의 출발점에서 하이든이 초기 고전파의 모든 악종과 함께 바로크 전통을 재검토한 사실은 부악장 시대까지의 교향곡에서 이미 확인했지만, 이 시기에 특히 대위법적 서법을 집요하게 고집한 것에 주목할 필요가 있다.
이 갑작스런 양식 변화는 가스만(F.L. Gassmann, 1729~1774), 글루크(C.W. Gluck, 1714~1787)를 비롯한 당시 빈 작곡가들의 영향이라고 여겨졌다. 그러나 1766년 3월 에스테르하지 후작가 악장인 J. 베르너의 사망이 직접적인 원인이었다고 보인다. 에스테르하지 후작가의 세속음악만을 담당했던 부악장 시절과 달리, 베르너의 사망과 함께 악장으로 승진한 하이든에게는 새롭게 후작가의 종교음악 분야까지 맡겨진 것이다. 푹스(J.J. Fux, 1660~1741)의 제자로 폴리포닉한 서법에 뛰어났던 전 악장 베르너의 존재, 특히 18세기 후반은 종교음악에 오랜 바로크 전통이 유지되고 있던 사실을 생각해볼 때, 교회 음악을 작곡하고 연주해야 하는 환경이 하이든에게 바로크 음악을 재인식하는 기회와 단조에 의한 극적인 교향곡을 만들어내는 기회를 준 결과가 되었다고 할 수 있다. 사실 교향곡 26번 ‘라멘타치오네’는 부활절을 위한 것이고 49번 ‘수난’은 성 금요일을 위한 것이며, ‘특정한 시기에 제한되지 않고’라는 단서가 붙은 ‘64번’은 교회에서의 연주를 목적으로 한 작품이라고 생각된다. 어쨌든 강한 감정표출과 끝없는 의욕적 실험으로 일관했던 이 시기의 교향곡은 오랜 하이든 교향곡의 흐름 속에서 특이한 매력으로 높은 정점을 차지하고 있다.

## 편성
오보에2, 호른2, 바순, 현5부

## 연주시간
- 약 22분

## 구성

### 제1악장 Allegro con brio
마단조 4/4박자. 소나타 형식. f로 시작되는 동적인 유니즌 사이에 제1바이올린이 아름다운 선율로 응답하는 완벽한 대비의 제1주제는 이 시기 특유의 대위법적 서법을 첨가한 경과부 다음에도 부분적으로 재등장한다. 병행장조에 의한 제2주제가 강하게 연주된 후 간결한 코데타가 pp로 제시부를 맺는다. 제1주제의 전개로 시작되는 긴박한 발전부에 제시부를 현저하게 변화시킨 재현부가 이어지고 두 주제의 소재를 살린 극적인 코다가 1악장을 감동적으로 매듭짓는다. 강약을 극도로 대비시킨 바로크의 역동과 대위법의 화성법으로의 동화(同化)는 슈트룸 운트 드랑크로 불리기에 적합한 극적인 음악을 만들어낸다.

### 제2악장 Minuet: Allegretto
마단조 3/4박자. 바로크적 서법의 도입은 본래의 무곡적 성격과 대립된 비극적인 미뉴에트 부류로 정리된다. 8도의 병행 캐논으로 쓰여진 이 부분은 첫머리 동기를 중심으로 구성된다. 같은으뜸음장조에 의한 서정적인 트리오는 미뉴에트와의 사이에 선명한 대비를 이룬다.

### 제3악장 Adagio
마장조 2/4박자. 2부분 소나타 형식. 단순한 반주 위에 약음기를 붙인 바이올린이 아름다운 선율이 가득한 제1주제를 노래한다. 우아하고 아름다운 선율을 차례차례 여유있게 연주하든 느린 악장은 ‘슬픔’이라는 부제에 적합한 애수를 품은 실세한 울림의 세계이다. 강약의 대비와 함께 크레센도의 효과적인 사용도 미묘한 감정 표출을 도와준다. 아다지오라는 느린 템포와 약음기의 사용은 ‘슈트룸 운트 드랑크’ 시기의 큰 특색이다.

### 제4악장 Finale, Presto
마단조 2/2박자. 2부분 소나타 형식. 단일주제로 악장전체를 유기적으로 구성해 가는, 하이든이 즐겨 사용한 마지막 악장 형식. 현악의 유니즌으로 제시되는 제1주제는 대위법적 수법을 도입한 경과부에서 이미 충분히 전개되며, 제2주제도 제1주제와 동기적으로 관련이 있다. 발전부에서는 제1주제의 발전이 중심이 되며, 제1주제의 처머리 동기를 변형한 소재에 의한 간결한 코다로 전악장이 끝난다. 빠른 템포로 전개되는 피날레는 긴박감이 넘친다.

## 참고 문헌
- 《작곡가별 명곡해설 라이브러리》 14권 '하이든' 〈음악지우사〉 (音樂世界)